# 2007-es MTV Movie Awards
A 2007-es MTV Movie Awards díjátadó ünnepségét 2007. június 3-án tartották a kaliforniai Universal Amphitheatre-ben, a házigazda Sarah Silverman volt. A jelölteket április 30-án tették közé. A műsort az MTV csatorna közvetítette.

## Díjazottak és jelöltek
A nyertesek a táblázat első sorában, félkövérrel vannak jelölve.
| Legjobb film | Áttörő előadás |
| --- | --- |
| - A Karib-tenger kalózai: Holtak kincse - 300 - Jégi dicsőségünk - Borat: Kazah nép nagy fehér gyermeke menni művelődni Amerika - A család kicsi kincse | - Jaden Smith – A boldogság nyomában - Emily Blunt – Az ördög Pradát visel - Abigail Breslin – A család kicsi kincse - Lena Headey – 300 - Mary Elizabeth Winstead – Végső állomás 3. - Justin Timberlake – Alpha Dog                                                                                            |
| Legjobb színész | Legjobb nyári film |
| - Johnny Depp – A Karib-tenger kalózai: Holtak kincse - Gerard Butler – 300 - Jennifer Hudson – Dreamgirls - Keira Knightley – A Karib-tenger kalózai: Holtak kincse - Beyoncé – Dreamgirls - Will Smith – A boldogság nyomában | - Transformers - Csúcsformában 3. - Hajlakk - A Fantasztikus Négyes és az Ezüst Utazó - Pókember 3. - Evan, a minden6ó - Harry Potter és a Főnix Rendje - Férj és férj - A Simpson család – A film |
| Leghumorosabb alakítás | Legjobb gonosz |
| - Sacha Baron Cohen – Borat: Kazah nép nagy fehér gyermeke menni művelődni Amerika - Emily Blunt – Az ördög Pradát visel - Will Ferrell – Jégi dicsőségünk - Adam Sandler – Távkapcs - Ben Stiller – Éjszaka a múzeumban | - Jack Nicholson – A tégla - Tobin Bell – Fűrész III. - Bill Nighy – A Karib-tenger kalózai: Holtak kincse - Rodrigo Santoro – 300 - Meryl Streep – Az ördög Pradát visel |
| Legjobb csók | Legjobb harc |
| - Will Ferrell és Sacha Baron Cohen – Taplógáz - Cameron Diaz és Jude Law – Holiday - Columbus Short és Meagan Good – Lökd a ritmust! - Mark Wahlberg és Elizabeth Banks – Legyőzhetetlen - Marlon Wayans és Brittany Daniel – Kiscsávó | - Gerard Butler vs. a Halhatatlanok harcosa – 300 - Jack Black és Héctor Jiménez vs. Los Duendes – Nacho Libre - Sacha Baron Cohen vs. Ken Davitian – Borat: Kazah nép nagy fehér gyermeke menni művelődni Amerika - Will Ferrell vs. Jon Heder – Jégi dicsőségünk - Uma Thurman vs. Anna Faris – A szuper exnőm |
| Legjobb egyetemi filmkészítő | Legmocskosabb szájú alakítás |
| - Josh Greenbaum – Border Patrol (University of Southern California) - Robert Dastoli – Southwestern Orange County vs. The Flying Saucers (University of Central Florida) - Maria Gigante – Girls Room (Columbia College Chicago) - Alexander Poe – Please Forget I Exist (Columbia Egyetem) - Andrew Shipsides – Bottleneck (Savannah College of Art and Design) | - Jason Mewes és Kevin Smith – Shop-stop 2. - Alicia Keys és Common – Füstölgő ászok - Steve-O – Jackass második rész - Dax Shepard és Efren Ramirez – Akikre büszkék vagyunk! – A hónap dolgozója |
| MTV Movie Spoof Award | |
| - Andy Signore – United 300 - Paul Morrell és Zan Passante – Texas Chainsaw Musical - Noah Harald – Texas Chainsaw Massacre: The Rehab - Bill Caco – Casino Royale with Cheese - Velcro Troupe – Quentin Tarantino's Little Miss Squirtgun | |

### MTV Generation Award
- Mike Myers